# Борнмут (унитарная единица)
Борнмут (англ. Bournemouth) — унитарная единица со статусом боро в Англии, в церемониальном графстве Дорсет. Административный центр — Борнмут.

## История
Муниципальный округ Борнмут был образован 27 августа 1890 года в соответствии с Королевской Хартией. 1 апреля 1900 года он получил статус района графства. С 1974 по 1997 годы являлся районом Дорсета. 1 апреля 1997 года получил статус унитарной единицы.

## География
Унитарная единица Борнмут занимает площадь 46 км², омывается с юга проливом Ла-Манш, граничит на западе с унитарной единицей Пул, на севере и востоке с неметропольным графством Дорсет.

## Население
На территории унитарной единицы по данным 2001 года проживает 163 444 человек, при средней плотности населения 3 539 чел./км².

## Политика
Борнмут управляется советом унитарной единицы, состоящим из 54 депутатов, избранных в 18 округах. В результате последних выборов 46 мест в совете занимают консерваторы.

## Спорт
В городе Борнмут базируется профессиональный футбольный клуб «Борнмут», выступающий в Английской Премьер-лиге. «Борнмут» принимает соперников на стадионе Дин Корт (9 тыс. зрителей).